# (15702) Olegkotov
(15702) Olegkotov es un asteroide perteneciente al cinturón de asteroides, descubierto el 2 de septiembre de 1987 por la astrónoma soviética Liudmila Chernyj desde el Observatorio Astrofísico de Crimea (República de Crimea).

## Designación y nombre
Designado provisionalmente como 1987 RN3. Fue nombrado Olegkotov en honor al cosmonauta ruso Oleg Valérievich Kótov.